# Condado de Randolph (Illinois)
O Condado de Randolph é um dos 102 condados do Estado americano de Illinois. A sede do condado é Chester, e sua maior cidade é Chester. O condado possui uma área de 1 547 km² (dos quais 49 km² estão cobertos por água), uma população de 33 893 habitantes, e uma densidade populacional de 23 hab/km² (segundo o censo nacional de 2000). O condado foi fundado em 5 de outubro de 1795.